# Krohenhammer

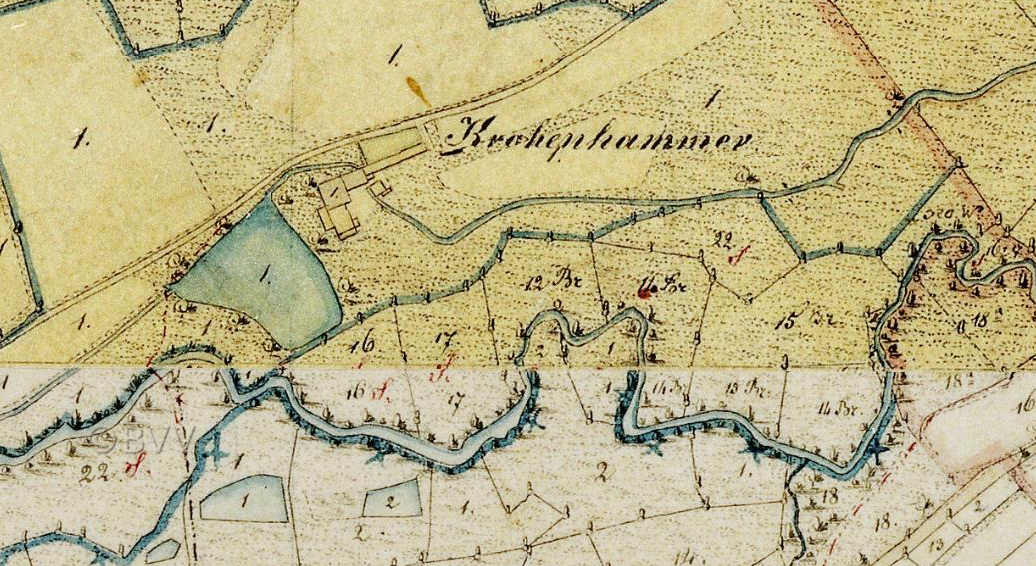
Lageplan von Krohenhammer auf dem Urkataster von Bayern

Krohenhammer ist ein Gemeindeteil der Kreisstadt Wunsiedel im Landkreis Wunsiedel im Fichtelgebirge (Oberfranken,  Bayern). Der Weiler liegt zwei Kilometer südwestlich der Kernstadt im Tal des Flusslaufs Röslau. Im Jahr 2000 lebten in Krohenhammer 15 Personen.

## Geschichte
Das Hammerwerk wurde im Jahr 1472 mit der Wasserkraft des Bachlaufs Röslau für die Wunsiedler Harnischmacher errichtet. 1849 wurde eine Spinnerei gebaut, 1883 eine Mineralmühle.

## Tourismus
Durch Krohenhammer verläuft der Wanderweg Röslauweg des Fichtelgebirgsvereins und der Brückenradweg Bayern-Böhmen.